# Federacja Polskich Związków Obrońców Ojczyzny

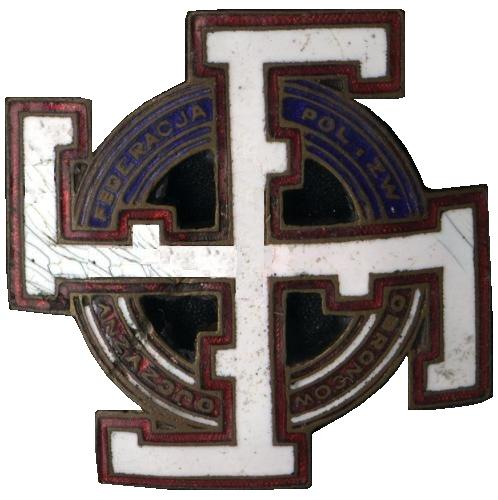
Abzeichen der Organisation von 1929.

Die Federacja Polskich Związków Obrońców Ojczyzny (dt. Föderation Polnischer Verbände der Vaterlandsverteidiger) ist eine polnische Kriegsveteranenföderation die im Jahre 1927 gegründet wurde.
Bis 1939 umfasste sie 37 Veteranenorganisationen mit über 500.000 Mitgliedern. Sie war Teil der Fédération Interallié des Anciens Combattants – FIDAC. Nach dem Zweiten Weltkrieg wurde sie von den kommunistischen Machthabern verboten. Im Jahre 1990 wurde sie wiedergegründet.